# Łaźnia Miejska w Siemianowicach Śląskich
Łaźnia Miejska w Siemianowicach Śląskich (pot. Badyhala) – zabytkowy gmach dawnej łaźni miejskiej, a obecnie budynek Pływalni Miejskiej w Siemianowicach Śląskich, położony przy ulicy J. Śniadeckiego 11, w dzielnicy Centrum.
Jest to najstarszy czynny tego typu obiekt na terenie Polski. Powstał on w latach 1907–1908 dla pracowników huty „Laura” według projektu wykonawczego Emila Twrdego, a w latach 1950–1970 XX wieku został przebudowany – powiększono wówczas nieckę basenu. W latach 2017–2019 pływalnia została kompleksowo zmodernizowana, a prace te zostały uhonorowane kilkoma wyróżnieniami i nagrodami.

## Historia

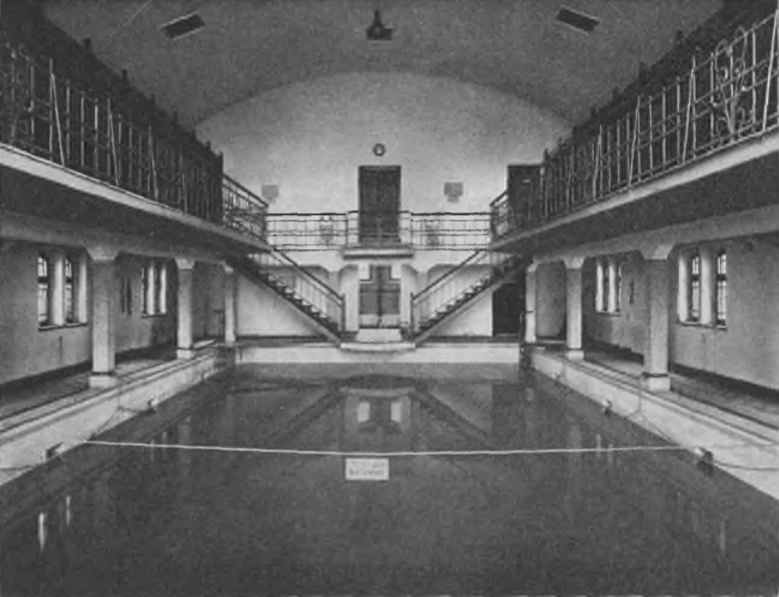
Wnętrze siemianowickiej łaźni miejskiej w okresie przedwojennym

Budynek łaźni został ufundowany przez Spółkę Akcyjną Zjednoczonych Hut Królewskiej i Laury (niem. Vereinigte Königs- und Laurahütte. Aktien-Gesellschaft) dla pracowników huty „Laura” (późniejsza huta „Jedność”). Jako miejsce budowy łaźni wybrano łąkę należącą pierwotnie do Jakoba Komselli, położoną na końcu obecnej ulicy J. Śniadeckiego, przy torach kolejowych. Pierwszy projekt gmachu łaźni powstał w 1906, a w kwietniu 1907 roku spółka zwróciła się do zarządu gminy Siemianowice o wydanie pozwolenia na budowę pływalni. Wówczas to do akceptacji zostały wysłane plany łaźni wraz z projektem zagospodarowania placu – projekt powstał w styczniu tego samego roku, a jego autorem był Emil Twrdy z Pszczelnika.
W maju 1907 roku budowniczy gminy Siemianowice Toballa zezwolił na budowę łaźni. 24 kwietnia 1908 roku powiadomiono naczelnika gminy o zakończeniu budowy i zgłoszono obiekt do użytku. Gmach powstał pierwotnie jako dom kąpielowy z niewielkim basenem celem poprawy higieny i umożliwienia pracownikom i ich rodzinom ciepłych kąpieli, gdyż na początku XX wieku spora część kamienic i kolonii robotniczych była pozbawiona łazienek. W późniejszym czasie przez lata łaźnia służyła już wszystkim mieszkańcom.
Na przełomie lat 50. i 60. XX wieku bądź w latach 70. XX wieku basen został przedłużony do 25 m. Zlikwidowano przy tym indywidualne łazienki, co przekształciło łaźnię w pływalnię. Dzięki temu możliwe było przeprowadzanie na basenie zawodów sportowych.
Na początku lat 90. XX wieku będąca właścicielem pływalni huta „Jedność” z uwagi na to, iż nie była w stanie jej utrzymać, zamknęła ją. Pływalnia w 1994 bądź 1995 roku została przejęta przez miasto i po remoncie, w październiku tego samego roku, została ponownie otwarta. 17 listopada 1997 roku gmach pływalni wraz z przyległym Parkiem Hutnik zostały wpisane do rejestru zabytków. W latach 2006–2008 przeprowadzono konieczne prace, które umożliwiły dalsze funkcjonowanie pływalni.

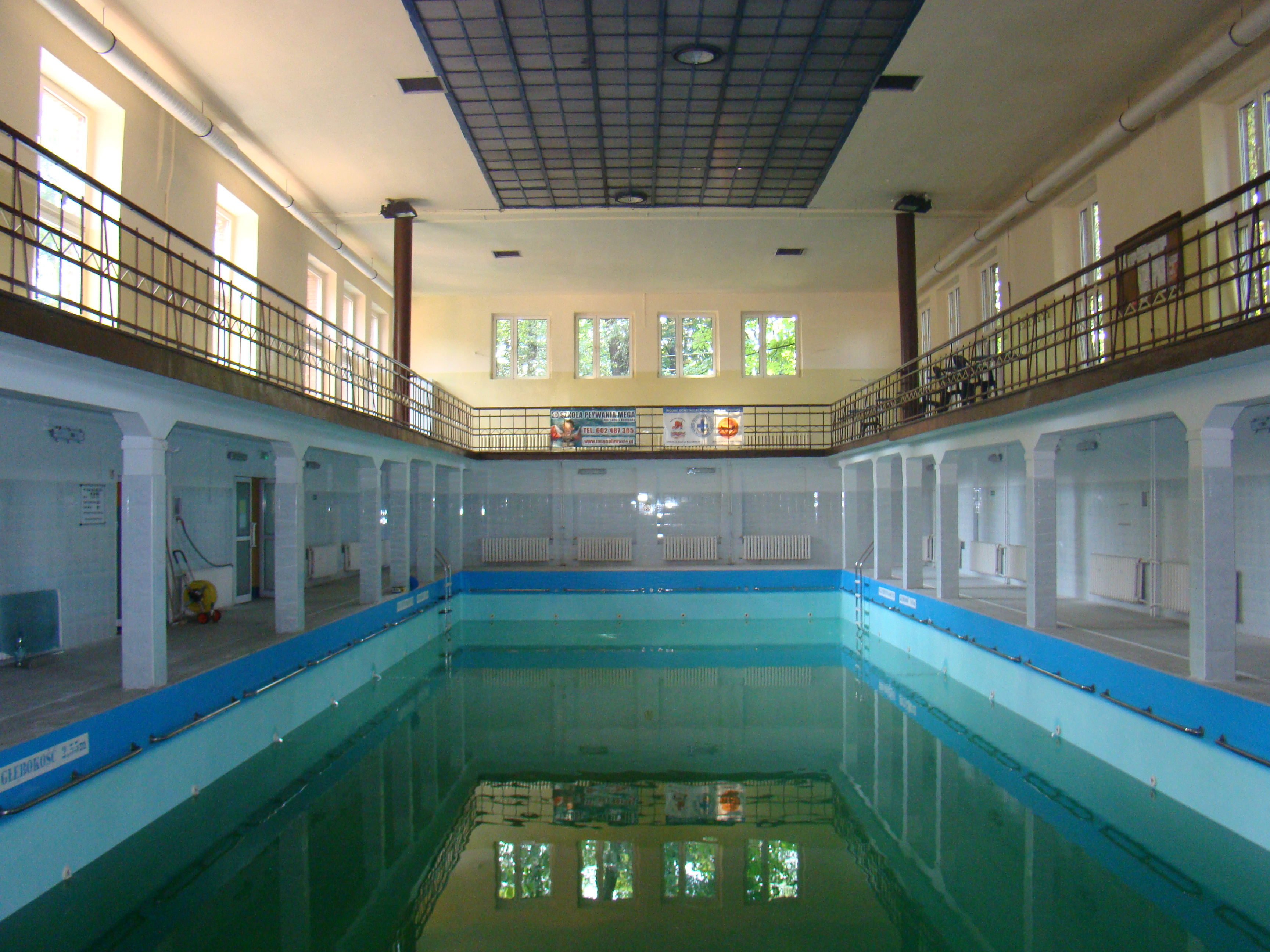
Wnętrze pływalni w 2014 roku

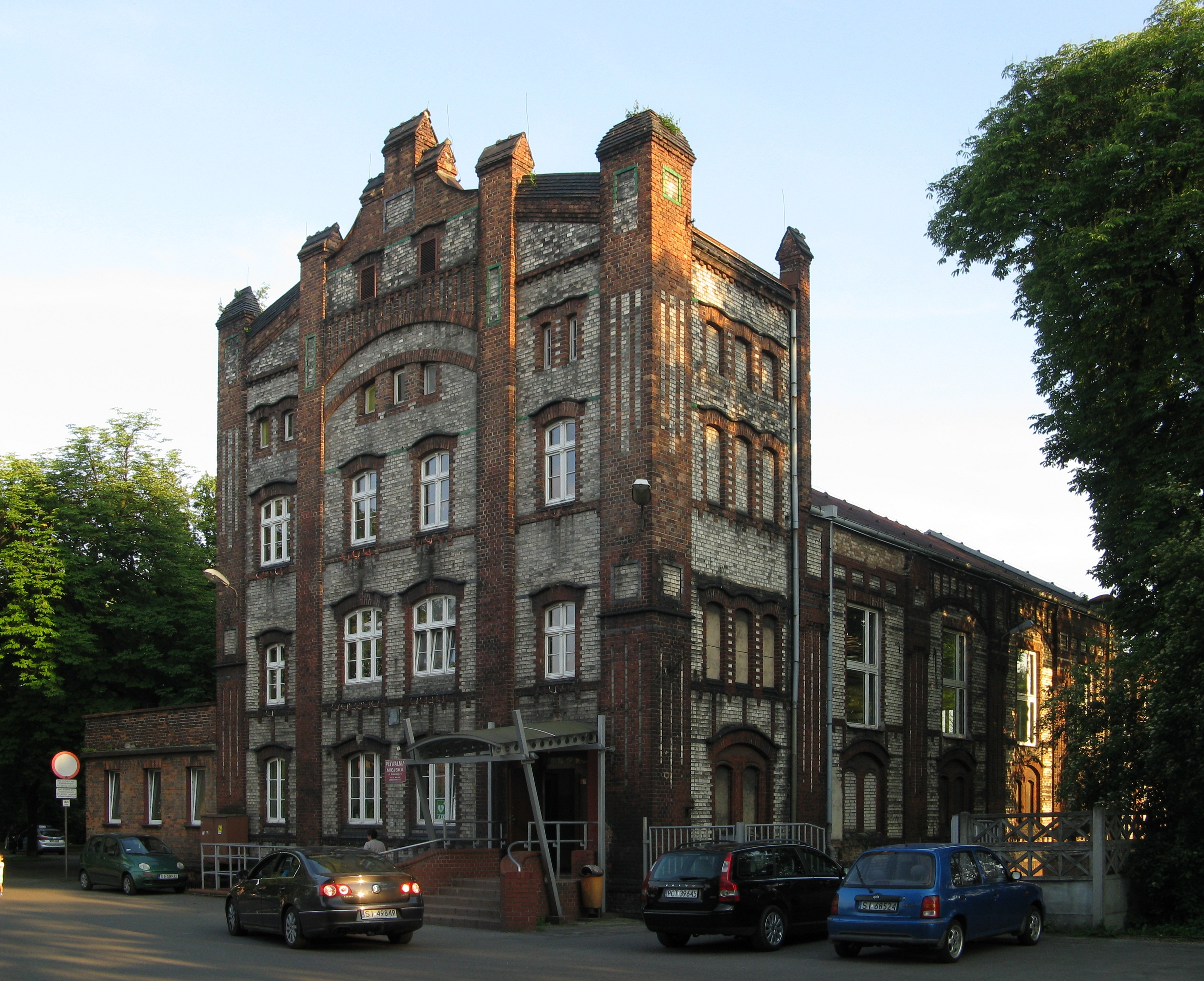
Gmach pływalni miejskiej przed modernizacją elewacji zewnętrznej, w maju 2018 roku

5 września 2016 roku, z uwagi na poważnie uszkodzenie niecki basenu, został on zamknięty. W tym samym roku pracownicy pływalni rozpoczęli własnymi siłami remont, lecz Pływalnia Miejska nie miała dosyć pieniędzy, by kontynuować prace. Wolontariusze, celem ratowania obiektu, zorganizowali zbieranie podpisów mieszkańców Siemianowic Śląskich, które rozpoczęło się w listopadzie 2016 roku. 1 lutego 2017 roku przynieśli do prezydenta miasta Rafała Piecha 8 tysięcy zebranych podpisów. Zostały one później wysłane do Ministerstwa Sportu i Turystyki. 
Pieniądze na remont pływalni wyasygnował Urząd Miasta w Siemianowicach Śląskich. Prace rozpoczęły się latem 2017 roku. W czerwcu tego samego roku obejmowały remont i aranżacje pomieszczeń szatni, a jednocześnie tworzona była dokumentacja remontu niecki basenu. 26 stycznia 2018 roku odbyła się uroczystość oficjalnego otwarcia zmodernizowanej Pływalni Miejskiej, natomiast dzień później pływalnia została oddana do regularnego użytku. W ramach pierwszego etapu modernizacji uszczelniono pękniętą nieckę basenową poprzez jej ankrowanie i wyłożenie folią PVC, zmodernizowano plażę i parter hali basenowej poprzez wykonanie odwodnienia i hydroizolacji, wymieniono wentylację budynku, dokonano renowacji świetlika, a ściany i filary we wnętrzu pływalni zostały obłożone płytkami ceramicznymi. Ponadto zmodernizowano wnętrza szatni, wyposażając je w nowoczesne szafki, kabiny i przebieralnie. Łączny koszt prac modernizacyjnych wyniósł blisko 1,1 mln złotych.
W styczniu 2019 roku rozpoczął się drugi etap modernizacji gmachu Pływalni Miejskiej, w ramach którego m.in.: wykonano remont elewacji zewnętrznej budynku poprzez jej czyszczenie, wymianę uszkodzonych fragmentów, scalenie kolorystyczne oraz montaż iluminacji. Przebudowano i dostosowano do potrzeb osób niepełnosprawnych główne wejście, wymieniono rynny, stolarkę okienną i drzwiową, wymieniono stropy nad halą basenową, tynki na poziomie antresoli oraz wykonano sufit napinany nad halą basenową. Ponadto wykonano hydroizolację fundamentów, zmodernizowano kotłownię wraz z instalacją centralnego ogrzewania, jak również zainstalowano panele fotowoltaiczne do zasilania oświetlenia awaryjnego obiektu. Zmodernizowano także wnętrza obiektu, w tym hol i ciągi komunikacyjne oraz pomieszczenia natrysków i toalet. Wymieniono instalację elektryczną, wodno-kanalizacyjną i wentylacyjną pomieszczeń suchych. Prace te były częścią rewitalizacji większego kompleksu, w ramach którego zmodernizowano również przyległy do pływalni Park Hutnik. Koszt prac modernizacyjnych pływalni wyniósł prawie 4,2 mln złotych. Oficjalne otwarcie zmodernizowanej Pływalni Miejskiej odbyło się 27 listopada 2019 roku. W ramach okolicznościowego wydarzenia, które zbiegło się ze 111 rocznicą oddania obiektu do użytku, zorganizowano zwiedzanie pływalni oraz wprowadzono okresowo darmowe wejścia na basen.
W ramach XXIV edycji konkursu „Modernizacja Roku & Budowa XXI w.” za 2019 rok gmach Pływalni Miejskiej otrzymał Nagrodę Ogólnopolskiego Czasopisma Budowlanego Rom-Dom. W ogólnopolskim konkursie zorganizowanym przez Generalnego Konserwatora Zabytków pt. „Zabytek Zadbany” w 2020 roku siemianowicka „Badyhala” otrzymała wyróżnienie w kategorii „zabytki techniki”. 4 grudnia 2020 roku ogłoszono wyniki organizowanej przez województwo śląskie XXI edycji konkursu Najlepsza Przestrzeń Publiczna Województwa Śląskiego, w ramach którego siemianowicka Pływalnia Miejska zdobyła Nagrodę Marszałka Województwa w kategorii obiektu użyteczności publicznej, wygrywając największą liczbą oddanych głosów.

## Charakterystyka

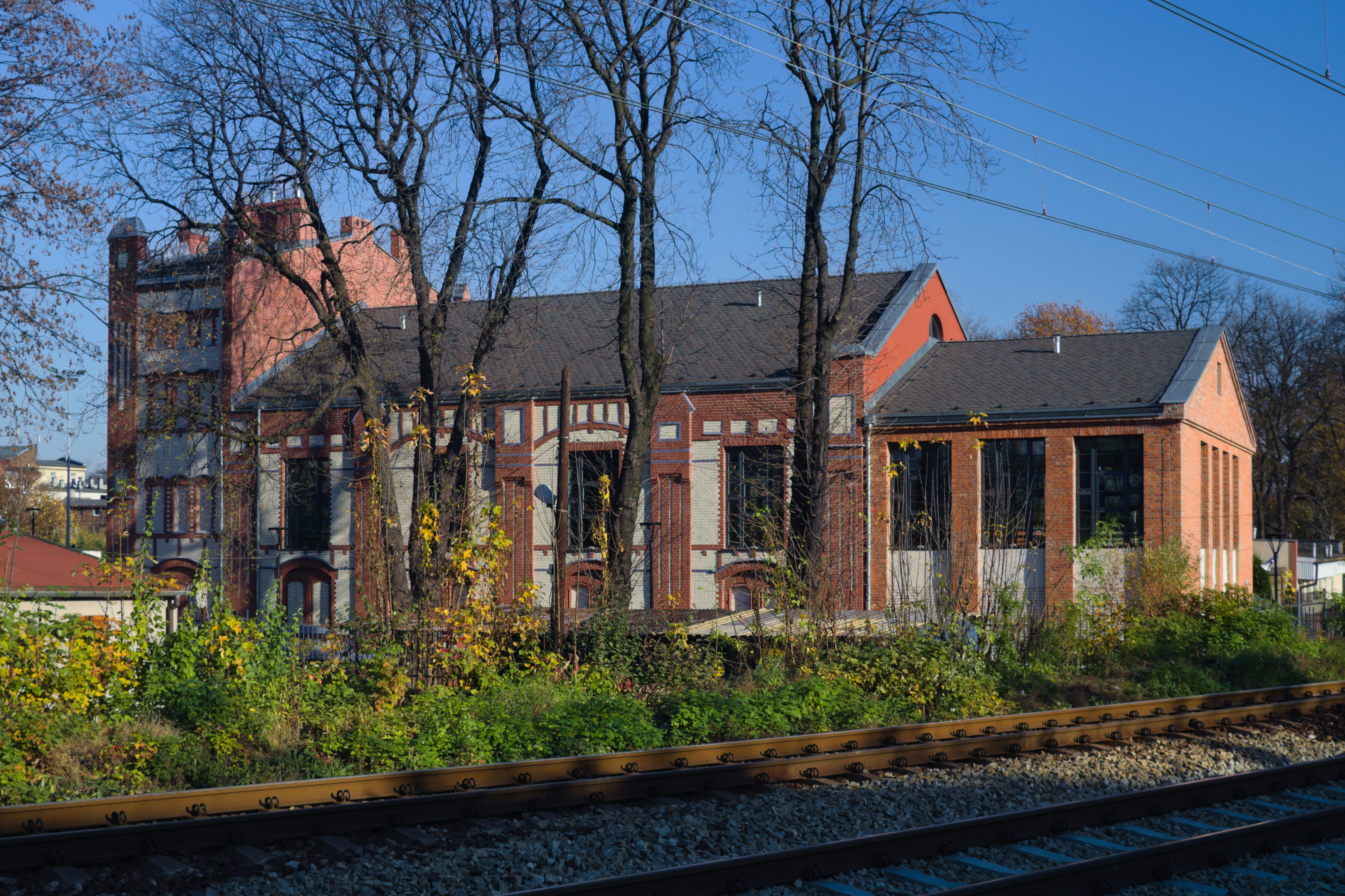
Gmach Pływalni Miejskiej od strony torów kolejowych

Dawna Łaźnia Miejska, obecnie Pływalnia Miejska, zlokalizowana jest przy ulicy J. Śniadeckiego 11 w Siemianowicach Śląskich, w dzielnicy Centrum. Jest to najstarsza w Polsce działająca kryta pływalnia, a wewnątrz pływalni, oprócz basenu, znajduje się m.in. siłownia i sauna. W obiekcie są organizowane zajęcia fitness oraz rehabilitacyjne dzieci i dorosłych. Pływalnia jest kolebką polskiego ratownictwa wodnego, a ponadto jest siedzibą miejskiego oddziału Wodnego Ochotniczego Pogotowia Ratunkowego.
Gmach Pływalni Miejskiej jest zbudowany z czerwonego klinkieru z białymi elementami zdobniczymi. Pierwotnie budynek został pokryty szarobłękitną dachówką karpiówką.
Po lewej stronie fasady zaprojektowano pierwotnie zejście do piwnic, w których ulokowano m.in. kotłownię, zaś po prawej stronie fasady znajdowało się wejście prowadzące na basen, ze znajdującym się tam zejściem do przechowalni sprzętu. Zaprojektowano emporę wysuniętą nad niecką basenu, do której wchodziło się przez poczekalnię i suszarnię. Tam też zaprojektowano przebieralnię i przechowalnię ubrań. Schody na poziom basenu zaprojektowano w części środkowej, krótszej ściany. Niecka basenu miała pierwotnie wymiar 16 × 8 m i podzielona została na dwie części – dla osób umiejących pływać i tych, którzy się uczą.
Wokół basenu zaprojektowano obejścia o szerokości 2,0 i 2,3 m. Przy dłuższych, bocznych ścianach zaprojektowano pierwotnie cztery prostokątne okna zwieńczone półkoliście, a na krótszej – jedno duże, trójdzielne, również zakończone półkoliście. Nieckę basenu zamyka sklepienie pozorne podtrzymywane za pomocą żelaznej kratownicy. W jej środkowej części zainstalowano świetlik.